# Cynanchum andinum
Cynanchum andinum là một loài thực vật có hoa trong họ La bố ma. Loài này được Liede mô tả khoa học đầu tiên năm 1999.